# En enkel melodi
En enkel melodi är en svensk dramafilm från 1974 i regi av Kjell Grede.

## Handling
Felix är aspirant på en brandstation. Han har dock problem med utbildningen där. Han är rädd, klumpig och osäker inför sitt karriärval, men även inför det stundande vuxenlivet i allmänhet. När aspirantkullen bevistar en operation måste han gå ut för att spy och när aspiranterna ska hoppa i brandsegel så vågar inte Felix hoppa. Han får en ny chans till nästkommande dag. Denna måste han ta, annars kan han glömma ett framtida arbete på brandstationen.

## Om filmen
En enkel melodi är regisserad av Kjell Grede, som också skrev manus. Filmen hade premiär på biograf Grand i Stockholm den 26 augusti 1974. Den är Lena T. Hanssons långfilmsdebut.

## Rollista (urval)
- Kjell Bergqvist – Felix Jonsson
- Maj-Britt Nilsson – Felix mor
- Ulf Johanson – Felix far
- Eddie Axberg – Felix bror
- Ingmari Johansson – flickan
- Gösta Bernhard – läkare
- Kent Andersson – utbildningsläkare
- Lena T. Hansson – Margareta
- Stig Ossian Ericson – Margaretas far
- Tord Peterson – patient
- Kim Anderzon – läkarassistent
- Göthe Grefbo – bilförare
- Olle Hilding – växeltelefonist på brandstationen
- Jan Nygren – brandchef Lagersten
- Eva Kristin Tangen – flickan hos lantbruksnämnden
- Staffan Götestam – Margaretas bror